# Feliks Sawicki (duchowny)
Feliks Sawicki (ur. 25 stycznia 1914 w Dubnie, zm. 13 kwietnia 1981 w Malborku) – polski duchowny katolicki, wieloletni proboszcz w Malborku.

## Życiorys
Pochodził z polskiej rodziny osiadłej na Wołyniu, był synem dzierżawcy majątku Szuwałłowa i administratora dóbr infułata Kuźmińskiego; miał czwórkę rodzeństwa. W 1934 zdał maturę w gimnazjum humanistycznym w Dubnie i rozpoczął naukę w seminarium diecezji łucko-żytomierskiej w Łucku. Na kapłana wyświęcony został 23 kwietnia 1939 w katedrze w Łucku przez miejscowego biskupa pomocniczego Stefana Walczykiewicza. W maju 1939 skierowany do pracy w parafii Równe w charakterze wikariusza, pozostawał tamże jako duszpasterz przez całą II wojnę światową; w trudnych warunkach wojennych wykonywał też od 1944 obowiązki proboszcza i dziekana, a także prowadził korespondencję z biskupem łuckim Adolfem Szelążkiem, który wyznaczył ks. Sawickiego na wikariusza generalnego na wypadek swojego uwięzienia.
Latem 1945 Sawicki podjął pracę w diecezji warmińskiej i trafił początkowo do Lubawy, gdzie w nowym roku szkolnym miał objąć obowiązki prefekta w szkole średniej. Działalności tej nie zdążył jednak rozpocząć, gdyż we wrześniu tegoż roku powierzona została mu funkcja administratora parafii św. Jana w Malborku przy dawnym zamku krzyżackim. Na potrzeby kultu katolickiego przejął ewangelicką świątynię św. Jerzego i przy niej osiadł, wkrótce doprowadził też do remontu zniszczonego kościoła św. Jana. W liceum w Malborku pełnił obowiązki katechety i prefekta. Udzielał się społecznie, podejmował starania o założenie w Malborku Klubu Inteligencji Katolickiej i oddziału Towarzystwa Przyjaciół Katolickiego Uniwersytetu Lubelskiego. Współpracował z Biblioteką Miejską w Malborku oraz Gdańską Biblioteką Miejską, której przekazał zdeponowane w Malborku w latach wojny cenne starodruki (w tym inkunabuły) i rękopisy. Jednocześnie dotknęły go jako rządcę parafii wysokie obciążenia podatkowe, które doprowadziły do zlicytowania części mebli.
W 1957 został wicedziekanem dekanatu elbląsko-malborskiego, w powiatach malborskim i kwidzyńskim wykonywał obowiązki wizytatora religii. We wrześniu 1960 obdarzony został godnością kanonika honorowego reaktywowanej w tym czasie kapituły kolegiackiej w Dobrym Mieście; w lutym 1965 został kanonikiem rzeczywistym. Od 1964 był dziekanem dekanatu malborsko-sztumskiego, od 1971 dekanatu malborskiego. W 1973 jego dotychczasowa parafia św. Jana została podzielona, objął wówczas probostwo parafii Matki Bożej Nieustającej Pomocy w Malborku. Przeszedł w stan spoczynku ze względu na postępującą chorobę 21 lutego 1981.
W 1960 zorganizował uroczyste zakończenie peregrynacji po diecezji warmińskiej kopii obrazu Matki Boskiej Jasnogórskiej. W uroczystościach tych uczestniczyli liczni biskupi polscy, w tym prymas kardynał Stefan Wyszyński i ordynariusz olsztyński Tomasz Wilczyński.
Zmarł 13 kwietnia 1981 w Malborku, pochowany został na cmentarzu w Malborku-Wielbarku. W uroczystościach pogrzebowych uczestniczył ówczesny biskup warmiński Józef Glemp.